# Luqman (sura)
Luqman è la trentunesima Sura del Corano, una sura meccana composta da 34 versetti. Prende il nome da Luqman, un saggio biblico considerato un sapiente che ha ricevuto saggezza da Dio.

## Contenuto

### L'Insegnamento di Luqman
Versetti 1-6: La sura inizia con l'elogio di Allah, il Creatore dell'universo, e menziona le scritture inviate come guida per l'umanità. Viene introdotto Luqman come esempio di saggezza e devozione, che ha impartito insegnamenti al suo figlio, esortandolo a servire solo Allah e ad evitare l'idolatria.

### La Saggezza e l'Onore dei Genitori
Versetti 13-19: Viene enfatizzata l'importanza di rispettare e onorare i genitori, con particolare attenzione all'attenzione materna. Si sottolinea che il ringraziamento e la riconoscenza verso i genitori sono parte dell'adorazione di Allah.

### Invito alla Guida Divina
Versetti 20-27: Viene esortato a riflettere sulla creazione di Allah e a seguire la guida divina, evitando l'associazione di idoli e l'inganno di Satana. Si invita a vivere una vita di giustizia e a evitare l'orgoglio e la vanità.

### Il Giorno del Giudizio
Versetti 28-34: Si parla del Giorno del Giudizio, quando ogni anima sarà giudicata per le sue azioni. Si avverte dell'inutilità del pentimento dopo la morte e dell'importanza di pentirsi sinceramente prima che sia troppo tardi.

## Analisi
La Sura Luqman offre preziosi insegnamenti morali e spirituali, con un'attenzione particolare alla saggezza, al rispetto filiale e alla devozione verso Allah. Attraverso l'esempio di Luqman e dei suoi insegnamenti, la sura invita i credenti a vivere una vita di virtù, ad evitare l'idolatria e l'orgoglio, e a riflettere sulla grandezza e sulla sapienza di Allah manifestata nella creazione.
Inoltre, la sura mette in guardia sulle conseguenze delle azioni umane nel Giorno del Giudizio, sottolineando l'importanza di pentirsi sinceramente e di seguire la guida divina nella vita terrena. La Sura Luqman continua a essere un'importante fonte di ispirazione e guida per i musulmani nel loro cammino spirituale e morale.